# Mertensia echioides
Mertensia echioides là loài thực vật có hoa trong họ Mồ hôi. Loài này được (Benth.) Benth. & Hook. f. mô tả khoa học đầu tiên năm 1873.